# 1411
- рік темного металевого зайця за Шістдесятирічним циклом китайського календаря.

Пізнє Середньовіччя •  Відродження •  Реконкіста •  Ганза •  Столітня війна •  Велика схизма

## Геополітична ситуація
В османській державі триває період безвладдя і боротьби за престол між синами султана Баязида I Блискавичного. Імператором Візантії є Мануїл II Палеолог (до 1425), а королем Німеччини Сигізмунд I Люксембург (до 1437). У Франції править Карл VI Божевільний (до 1422).
Апеннінський півострів розділений: північ належить Священній Римській імперії, середню частину займає Папська область, південь належить Неаполітанському королівству. Деякі міста півночі: Венеція, Флоренція, Генуя тощо, мають статус міст-республік.
Майже весь Піренейський півострів займають християнські Кастилія і Леон, де править Хуан II (до 1454), Арагонське королівство, та Португалія, де королює Жуан I Великий (до 1433). Під владою маврів залишилися тільки землі на самому півдні.
Генріх IV є королем Англії (до 1413). У Кальмарській унії (Норвегії, Данії та Швеції) владу утримує Маргарита I Данська, офіційним королем є Ерік Померанський. В Угорщині править Сигізмунд I Люксембург (до 1437). Королем польсько-литовської держави є Владислав II Ягайло (до 1434). У Великому князівстві Литовському княжить Вітовт.
Частина руських земель перебуває під владою Золотої Орди. Галичина входить до складу Польщі. Волинь належить Великому князівству Литовському. Московське князівство очолює Василь I.
На заході євразійських степів править Золота Орда. У Єгипті панують мамлюки, а Мариніди — у Магрибі. У Китаї править династії Мін. Значними державами Індостану є Делійський султанат, Бахмані, Віджаянагара. В Японії триває період Муроматі.
Цивілізація майя переживає посткласичний період. У долині Мехіко склалася цивілізація ацтеків. Почала зароджуватися цивілізація інків.

## Події
- Місто Коломию з усім Покуттям продано на 25 років молдавському господареві Олександрові з умовою, що останній виступить на боці Польщі проти Угорщини.
- Укладено Перший Торунський мир між Польщею та Тевтонським орденом. Ця угода припинила Велику війну 1409—1411 років.
- Сигізмунд I Люксембург залишився єдиним римським королем після смерті свого супротивника Йобста Моравського.
- Папа римський Григорій XII відлучив Яна Гуса від церкви за виступи проти індульгенцій. Відбулося публічне оголошення відлучення.
- Англійський король Генріх IV прогнав з уряду свого сина, майбутнього короля Генріха V.
- У Шотландії засновано Сент-Ендрюський університет.
- У Франції продовжується війна між арманьяками та бургіньйонами. Бургіньйони домовилися про союз з англійцями.
- Людовик II Анжуйський не зумів відвоювати Неаполь у короля Владислава.
- Кастилія та Португалія уклали мир, що припинив тривалий конфлікт.
- Китайський мореплавець Чжен Хе повернувся в Нанкін після своєї другої подорожі та привіз із собою захопленого в полон правителя Шрі-Ланки.
- У Китаї почалися роботи з відновлення на реконструкції Великого каналу.
- Засновано Ахмедабад як нову столицю Гуджаратського султанату.
- Андрій Рубльов намалював свою знамениту «Трійцю».